# Elwin Bruno Christoffel
Elwin Bruno Christoffel (Monschau (Aachen mellett), 1829. november 10. – Strasbourg, 1900. március 15.) német matematikus.

## Életpályája
Egyszerű fésűs kötő szülők gyermeke volt. Középiskolai tanulmányait a kölni jezsuita gimnáziumban kezdte, a Friedrich-Wilhelm Gimnáziumban folytatta, és 1849-ben érettségizett. Azután a Berlini Egyetemen tanult olyan neves tudósok tanítványaként, mint Steiner, Eisenstein, Borchardt vagy Dirichlet.
1856-ban Elektromosság terjedése homogén testekben címmel írta meg doktori dolgozatát. Ezt követően három évre kényszerűségből visszaköltözött szülővárosába édesanyja rossz egészségi állapota miatt. Ez a tudományos izoláció különösen önálló gondolkodóvá tette. 1859-ben visszatért egyetemére majd Dirichlet megüresedett posztját vette át Zürichben 1862-ben. Jelentős mértékben hozzájárult ahhoz, hogy az ETH 6. tanszéke főiskolává alakuljon, ahol matematika–természettudományi szakon kezdtek képezni tanárokat. Christoffel állította össze az első tantervet, és ő lett a főiskola első igazgatója.
Felkérték, hogy vegyen részt az Aacheni Politechnikum (ma Rheinisch- Westfälische Technische Hochschule) megalapításában, de ezt nem fogadta el. Inkább kollégájához ment Berlinbe, ahol tehetséges diákokat szerettek volna intézetükbe vonzani.
Három évvel később a tekintélyes múltú Strasbourgi Egyetemen kínáltak neki pozíciót, amit el is foglalt. 1892-ben egészségi problémái miatt visszavonult, helyét Heinrich Weber vette át.
Legalább négy későbbi professzornak volt a témavezetője. Az egyik leghíresebb közülük Paul Epstein, aki 1939-ben öngyilkos lett az üldöztetés miatt a náci Németországban.

## Munkássága
Szakterülete a konform leképezések elmélete, tenzoranalízis, ortogonális polinomok, invariáns elmélet, lánctörtek, differenciálegyenletek, potenciálelmélet, fény- és lökéshullámok.
A tenzorszámításban alkotta talán a legmaradandóbbat. Az ő nevéhez fűződnek a Christoffel-szimbólumok és (Ricci-Curbastro valamint Levi-Civita mellett) ő dolgozta ki a differenciálszámítás koordináta-rendszer-mentessé tételét. Mindkét munka alapvetően járult hozzá ahhoz, hogy Albert Einstein 1915-ben közzétehette az általános relativitás elméletét.